# Mærke (plante)
Mærke (Sium) er en slægt af planter, der består af omkring 14 arter, hvoraf en enkelt findes vildtvoksende i Danmark. 

## Arter
Den danske art i slægten:
- Bredbladet Mærke (Sium latifolium)